# 8-ヒドロキシフラノクマリン 8-O-メチルトランスフェラーゼ
8-ヒドロキシフラノクマリン 8-O-メチルトランスフェラーゼ(8-hydroxyfuranocoumarin 8-O-methyltransferase、EC 2.1.1.70)は、以下の化学反応を触媒する酵素である。
(1) S-アデノシル-L-メチオニン + 8-ヒドロキシフラノクマリン{\displaystyle \rightleftharpoons }S-アデノシル-L-ホモシステイン + 8-メトキシフラノクマリン（一般的な反応）
(2) S-アデノシル-L-メチオニン + キサントトキソール{\displaystyle \rightleftharpoons }S-アデノシル-L-ホモシステイン + キサントトキシン
この酵素は、転移酵素、特に1炭素基を転移させるメチルトランスフェラーゼのファミリーに属する。系統名は、S-アデノシル-L-メチオニン:8-ヒドロキシフラノクマリン 8-O-メチルトランスフェラーゼ(S-adenosyl-L-methionine:8-hydroxyfurocoumarin 8-O-methyltransferase)である。
この酵素は、キサントトキソールをキサントトキシンに変換する。